# سیسمکس
سیسمکس (انگلیسی: Sysmex Corporation) شرکت تجهیزات پزشکی ژاپنی است، که در سال ۱۹۶۸ تأسیس شد.